# Филип од Сицилије
Филип (1255/56 – 1277), члан династије Анжу, кадетске гране династије Капет, био је други син краља Карла I од Сицилије и грофице Беатрис од Провансе. У различитим временима био је постављен да постане краљ Сардиније, кнез од Ахаје или краљ Солуна, али на крају није ступио на један престо.

## Сардинија
Године 1267, краљ Карло I је затражио од папе Клемента IV да именује Филипа за краља Сардиније, пошто је папа полагао право на власт над острвом. Острво је у то време било подељено на четири судије, и било је место неколико ривалитета: између градова-држава Ђенове и Пизе, између Гвелфа и Гибелина (пропапске и про-империјалне фракције у италијанској политици) и између краљевских династија Арагона и Анжујаца. Судија Логудора (или Тореса) била је под доминацијом Ђенове од смрти последњег судије Аделазије 1259. године. Њен удовац Енцо, кога је његов отац, цар Фридрих II, поставио за краља целе Сардиније, био је у заточеништву. Дана 11. августа 1269. године, у Сасарију у Логудору, без папског одобрења, гвелфска партија изабрала је принца Филипа за краља Сардиније. Сарди су одмах послали изасланика у Рим да убеде папу да потврди избор. Упркос чињеници да су и Ђенова и краљ Карло I гајили про-Гевелфске и пропапске симпатије, папа Климент IV је одбио да одобри Филипа као краља Сардиније. краљ Карло I се убрзо посвађао са савезницима из Ђенове, а Филипов избор није признао арагонски краљ Ђауме I или његов син Ђауме, који је био постављен као супарнички кандидат за сардинијски престо. Принц Филип никада није посетио Сардинију. Острво је ипак произвело сребро које је завршило у Карловој каси после 1270. године, и са којим је он ковао нешто новца.

## Латински Исток
У складу са Уговором из Витерба од 24. маја 1267. године, краљ Карло I је договорио да се Филип ожени Изабелом, ћерком и наследницом кнеза Вилијама II од Ахаје. Према уговору, принц Филип је постао Вилијамов наследник у случају да кнез не буде имао сина, али ако принц Филип умре без потомства, наследство би се вратило краљу Карлу или Карловом наследнику. У јуну 1270. године, Карлеови представници су разменили заклетве и ратификације са кнезом Вилијамом II у вези са браком. Венчање је одржано „са великим сјајем“ у Транију у Карловом краљевству 28. маја 1271. године. Изабел, која је имала само дванаест година, отишла је да живи са сицилијанском краљевском породицом у Кастел дел Ово. Године 1272, принца Филипа и његовог старијег брата, будућег краља Карла II, отац је прогласио витезовима.
Године 1274, латински цар Филип од Куртенеа доделио је принцу Филипу Солунско краљевство, угашено пошто га је заузела Епирска деспотовина 1224. године. Цар је био ожењен Филиповом сестром Беатричом. Принц Филип никада није посетио своје номинално краљевство у северној Грчкој нити је користио ту титулу. Обећао је да ће се придружити великом крсташком рату који је организовао папа Гргур X пре него што је папа умро у јануару 1276. године, 23. маја 1276. године, Гргуров наследник, папа Иноћентије V, навео га је међу онима који су узели крст у писму византијском двору. 

## Смрт
Према хроничару Ђованију Виланију, принц Филип се тешко разболео док је „затезао самострел“ (тендере уно балестро) и отишао у воде код Поцуолија. У том неуспеху, отишао је у Бари да замоли Светог Николу за лек. Умро је у доби од 21 године између јануара и марта 1277. године,  и његова права у Ахаји су прешла на његовог оца, који је уредно наследио кнежевину након Вилијамове смрти 1278. године. Сахрањен је у катедрали у Трани.